# Liste des forêts de Genève
Cet article présente une liste des forêts du Canton de Genève. Le Canton de Genève compte 2 990,7 ha de bois et forêts pour une surface totale du canton de 28 248,4 ha. Près de 45% des surfaces forestières du canton sont détenues par des privés. La production annuelle de bois est de 8 000 m3, principalement vendu comme bois de chauffage.

## Rive droite
- Bois de Versoix
- Grand Bois
- Bois d'Avault
- Bois de Valavran[4]
- Bois des Pins
- Bois de la Foretaille
- Bois des Châtaigniers
- Bois de la Grille
- Bois des Frères[5]

## Rive gauche
- Bois d'Hermance[6]
- Bois de Jussy
- Bois de la Bâtie